# Assetto Corsa Competizione
Assetto Corsa Competizione è un simulatore di guida della casa di sviluppo italiana Kunos Simulazioni. Il gioco è stato pubblicato prima su Microsoft Windows il 29 maggio del 2019, in seguito è uscito su console (PS4 e Xbox One) il 23 giugno 2020. Assetto Corsa Competizione è il titolo ufficiale della GT World Challenge Europe per gli anni 2018 e 2019.

## Modalità di gioco
Il gioco si concentra principalmente sul campionato ufficiale Blancpain GT Series, offrendo un'esperienza di guida altamente realistica. Ecco alcune delle sue modalità di gioco principali:
- Campionato Carriera: I giocatori possono immergersi in una carriera automobilistica virtuale, partecipando a eventi del campionato Blancpain GT Series. L'obiettivo è competere per le migliori squadre, guadagnare punti e vincere titoli in varie categorie di piloti e team.
- Partite Rapide: Questa modalità consente ai giocatori di selezionare rapidamente un veicolo, un circuito e altre opzioni di gara per un'esperienza di guida immediata senza dover passare attraverso una campagna completa.
- Gare Personalizzate: Gli utenti possono creare gare personalizzate con parametri flessibili, come condizioni meteorologiche variabili, regole della gara, durata della gara e livello di abilità dell'intelligenza artificiale avversaria.
- Gare Online: Competi contro altri giocatori in gare multiplayer online. Puoi partecipare a eventi ufficiali o creare le tue lobby personalizzate per gareggiare con amici o altri giocatori online.
- Allenamento e Setup: Il gioco offre sessioni di allenamento che consentono ai giocatori di perfezionare le proprie abilità di guida e di sperimentare con diverse configurazioni dei veicoli per ottenere il setup ottimale per le gare.
- Modalità Replay: Dopo ogni gara, puoi rivedere un replay completo dell'evento, consentendoti di analizzare la tua guida e migliorare le tue prestazioni.